# Melanina

Estructura química de la melanina

La melanina és un component present en plantes, animals i protists, on actua principalment com un pigment. Els pigments són derivats de l'aminoàcid tirosina. Moltes de les melanines són sals insolubles i mostren afinitat amb l'aigua. La forma més comuna de melanina biològica és l'eumelanina, un polímer d'àcid carboxílic dihidroxindol de color marró–negre i les seves formes reduïdes. Una altra forma comuna de la melanina és la feomelanina, unitats del polímer de benzotiazina de color vermell–marró responsables del cabell pèl-roig i les pigues. La presència de melanina en el regne dels bacteris és un tema de debat actual en el camp de la recerca. La producció creixent de melanina en la pell humana s'anomena melanogènesi. Està estimulada pels danys del DNA produïts per les radiacions ultraviolades, que condueix a un desenvolupament retardat del bronzejat. Aquest bronzejat basat a la melanogènesi tarda més temps en desenvolupar-se però, en canvi, és de més durada.
Les propietats fotoquímiques de la melanina fan que sigui un excel·lent fotoprotector. Absorbeix les radiacions ultraviolades que produeixen danys i transforma l'energia en quantitats inofensives de calor a través del procés anomenat “conversió ultraràpida interna”. Aquesta propietat permet a la melanina dissipar més del 99,9% de les radiacions UV absorbides com a calor i això manté la generació de radicals lliures en un mínim. Això prevé dels danys indirectes de l'ADN, responsables de la formació del melanoma maligne.

## Humans
En els humans, la melanina és el principal determinant del color de la pell i també és present en el cabell, en el teixit pigmentat de l'iris de l'ull, a la medul·la i zona reticular de la glàndula suprarenal, a l'estria vascular de l'orella interna, i en neurones que porten el pigment dins les àrees del tall cerebral, com el locus coeruleus i la substància negra.
La melanina de la pell està produïda per melanòcits, presents en la capa basal de la pell. Tot i que els humans generalment tenen una concentració semblant de melanòcits a la seva pell, aquests en alguns individus i alguns grups ètnics, amb més o menys freqüència, expressen gens de producció de melanina, que confereixen una concentració menor o major de melanina en la pell. Alguns individus animals i humans tenen molt poca o no tenen melanina en els seus cossos, condició coneguda com a albinisme.
Com que la melanina és un agregat de petites molècules, hi ha un nombre de tipus diferents de melanina amb diferents dimensions i diferents models de vinculació entre els components de la molècula. Tant la feomelanina com l'eumelanina estan presents en la pell humana i el cabell, però l'eumelanina és la melanina més abundant en els humans i també la forma més freqüent a ser deficient en l'albinisme.
Des de fa temps s'ha cregut que els polímers d'eumelanina formaven nombrosos polímers d'enllaços encreuats 5,6- dihidroxindol (DHI) i 2-àcid carboxílic-5,6-dihidroxindol (DHICA); però investigacions recents de les propietats elèctriques de l'eumelanina han indicat que està composta per oligòmers basics adherits els uns als altres per algun altre mecanisme d'unió.
Així doncs, la naturalesa de l'estructura molecular de l'eumelanina és un altre cop l'objecte d'estudi. L'eumelanina està present en el cabell i la pell, i dona color al cabell gris, negre, ros i castany. En els humans és més abundant en la gent de pell fosca. Hi ha dos tipus diferents d'eumelanina, distingides pel seu model d'enllaços del polímer. Un dels tipus és eumelanina negre, i l'altre és eumelanina marró; l'eumelanina negra és més fosca que la marró. L'eumelanina negra es troba principalment en no-europeus i europeus vells, mentre que l'eumelanina marró es troba principalment en europeus més joves. Una petita quantitat d'eumelanina negra en absència d'altres pigments causa cabell gris, en canvi, una petita quantitat d'eumelanina marró en absència d'altres pigments causa el color de cabells rossos.
La feomelanina també es troba present en el cabell i la pell, i es troba tant en humans amb pell fosca com en humans amb pell més clara. En general les dones tenen més feomelanina que els homes, per aquest motiu la pell de les dones acostuma a ser més vermella que la dels homes. La feomelanina aporta un color rosa al vermell, i això és present en grans quantitats en el cabell pèl-roig. Es troba molt concentrada en llavis, mugrons, penis i vagina. La feomelanina també pot resultar cancerígena quan és exposada als rajos ultraviolats del sol. Químicament, la feomelanina es diferencia de l'eumelanina en que l'estructura del seu oligòmer conté unitats de benzotiazina que en lloc de ser produïdes al DHI i DHICA són produïdes quan l'aminoàcid L-cisteïna es troba present.
La neuromelanina és el pigment fosc present en les neurones cerebrals de quatre nuclis profunds: la substància negra, el locus coeruleus, el nucli motor dorsal del nervi pneumogàstric (nervi X), i en el nucli mitjà del rafe de la protuberància anular. Tant la substància negra com el locus coeruleus són fàcils d'identificar en el moment de l'autòpsia degut a la fosca pigmentació. En els humans, aquests nuclis no són pigmentats en el moment de néixer, però durant el procés de maduració cap a l'edat adulta desenvolupen la pigmentació. Encara que la naturalesa funcional de la neuromelanina és desconeguda al cervell, podria ser un subproducte de la síntesi de neurotransmissors de monoamina pels quals les neurones pigmentades són l'única font. La pèrdua de neurones pigmentades dels nuclis específics es reflecteix en una varietat de malalties neurodegeneratives. En la malaltia de Parkinson hi ha una pèrdua massiva de dopamina que produeix neurones pigmentades en la substància negra. En l'Alzheimer avançada s'ha trobat una pèrdua gairebé completa de noradrenalina que produeix neurones pigmentades del locus coeruleus. La neuromelanina s'ha detectat en primats i carnívors com gats i gossos.

Mapa dels colors de la pell humana segons la geografia

Sovint la pigmentació de la pell com a característica d'una raça està relacionada amb l'estat social o altres atributs humans, aquest fenomen és conegut com a racisme científic. Moltes persones i societats revesteixen el racisme científics amb percepcions racistes i sistemes que arbitràriament s'assignen grups de persones a estats de superioritat o inferioritat, privilegis o desavantatges basades en el color de la pell o la classificació racial. L'Apartheid és un exemple d'una societat amb supremacisme blanc, basada en el sistema d'estratificació del poder i el privilegi pel color de la pell. Exemples semblants es poden trobar a Brasil, on la societat també està estratificada pel color; i als EUA, la segregació, el racisme institucional i la interna consciència del color en part dels membres d'algunes ètnies.

### Feomelanina

Part de la fórmula estructural de la feomelanina. "(COOH)" pot ser COOH o H, o (més rarament) altres substituents. Les fletxes indiquen on continua el polímer.

La feomelanina també es troba en el cabell i la pell tant en humans de pell clara com de pell fosca: la feomelanina dona un to rosat o vermell i es troba en grans quantitats en el cabell dels pèls roigs. La feomelanina també pot ser carcinogènica quan s'exposa als raigs ultraviolats del sol. Químicament la feomelanina difereix de la eumelanina pel fet que la seva estructura oligomèrica incorpora unitats de benzotiazina i benzotiazol que es produeixen, en lloc de DHI i DHICA, quan és present l'aminoàcid L-cisteïna.

## La melanina en altres organismes
Les melanines fan diversos papers i funcions en diferents organismes. Una forma de melanina és la tinta usada per molts cefalòpodes com a mecanisme de defensa de cara als depredadors. Les melanines també protegeixen microorganismes com els bacteris i els fongs contra els tensions que impliquen danys a la cèl·lula per les radiacions solars UV o la generació d'espècies reactives a l'oxigen. Això inclou altes temperatures, substàncies químiques (metalls pesants o agents oxidants) i tensions bioquímiques (defenses de l'hoste enfront dels microbis invasors). Per tant, en molts microbis patògens (per exemple, el ''Cryptococcus neoformans'', un fong) la melanina apareix per jugar papers importants en la virulència i patogenicitat protegint el microbi de les respostes immunològiques del seu hoste. Recentment s'ha descrit un nou paper de la melanina com a pigment fotosintètic en alguns fongs, permetent-los capturar rajos gamma i aprofita la seva energia pel creixement. En els invertebrats, un aspecte principal del sistema de defensa immune innat contra la invasió de patògens implica melanina. Uns minuts després de la infecció, el microbi és envoltat per una càpsula de melanina (melanització), i es generen uns subproductes de radicals lliures durant la formació d'aquesta capsula, que es creu que ajuden a la matança.

## Biosíntesi
El primer pas de la biosíntesi tant per l'eumelanina com per la feomelanina és la catàlisi de tirosinasa:
Tirosina → Levodopa → dopaquinona 

La dopaquinona es pot combinar amb cisteïna per dos camins: cap a benzotiazines i feomelanines:
Dopaquinona + cisteïna → 5-S–cisteïna levodopa → benzotiazina intermèdia → feomelanina
Dopaquinona + cisteïna → 2-S–cisteïna levodopa → benzotiazina intermèdia → feomelanina

Alternativament, la dopaquinona es pot convertir en leuco dopacrom i seguir dos camins més cap a eumelanina:
Dopaquinona → leuco dopacrom → dopacrom → 2–àcid carboxílic-5,6–dihidroxindol → quinona → eumelanina
Dopaquinona → leuco dopacrom → dopacrom → 5,6–dihidroxindol → quinona → eumelanina

Aspecte microscòpic
Al microscopi s'observa que la melanina és marró, no refractil i amb grànuls que tenen un diàmetre de menys de 800 nanòmetres. Això diferencia la melanina de l'hemosiderina, pigments d'interrupció de la sang, que són més grans, gruixuts i refràctils, i tenen una gamma de colors que va del verd fins al groc o fins al vermell-marró. En lesions altament pigmentades, els agregats de melanina poden impedir veure clarament els detalls histològics. Una solució diluïda de permanganat de potassi és un blanquejador efectiu de la melanina.

## Trastorns genètics i estats de malaltia
La deficiència de melanina s'ha relacionat des de fa temps amb diverses anomalies genètiques i estats de malaltia.
Hi ha aproximadament 10 tipus diferents d'albinisme oculocutani, un trastorn autosòmic recessiu. Certes ètnies tenen altes incidències de diferents formes. Per exemple, el tipus més comú, anomenat albinisme oculocutani de tipus 2 (OCA2), és especialment freqüent en gent de descendència africana negra. És un trastorn autosòmic recessiu caracteritzat per una reducció congènita o absència de pigment de melanina a la pell, cabell i ulls. La freqüència estimada de OCA2 en americo-africans és 1 entre 10000, que contrasta amb la freqüència d'1 entre 36.000 en americans blancs. En algunes nacions africanes, la freqüència del trastorn és encara més alta, en els límits d'1 entre 2.000 i 1 entre 5.000. Una altra forma de l'albinisme, ”albinisme oculocutàni groc”, sembla tenir més prevalença en les tribus amish, de llinatge principalment suís i alemany. La gent amb aquesta variant del trastorn sovint té cabell i pell blancs en el moment de néixer, però desenvolupen ràpidament pigmentació normal a la pell durant la infància.
L'albinisme ocular no només afecta a la pigmentació dels ulls, sinó que també a l'agudesa visual. La gent amb albinisme acostuma a veure malament, dins el rang de 20/60 i 20/400. Addicionalment, dues formes d'albinisme, on la prevalença més alta és aproximadament d'1 sobre 2700 en individus d'origen a Porto-riqueny, estan associats amb morts més enllà del melanoma.
La mortalitat també augmenta en pacients amb les síndromes de Hermansky-Pudlak i Chediak-Higashi. Els pacients amb la síndrome de Hermansky-Pudlak sofreixen diàtesi hemorràgica secundària deguda a la disfunció de les plaquetes. També sofreixen malaltia restrictiva pulmonar (fibrosi pulmonar), trastorn inflamatori de l'intestí, cardiomiopatia i trastorn renal. Els pacients amb síndrome de Chediak-Higashi són susceptibles a infeccions i poden desenvolupar danys limfofoliculars.
El paper que la deficiència de melanina du a terme en molts trastorns és objecte d'estudi.
La relació entre l'albinisme i la sordesa és coneguda, tot i que mal interpretada, des de fa més d'un segle i mig. En el tractat de 1859 sobre l'Origen de les Espècies, Charles Darwin va observar que “els gats que són completament blancs i amb ulls blaus són generalment sords”. En els humans, la deficiència de pigmentació i la sordesa tenen lloc alhora en la síndrome de Waardenburg, observat sobretot en l'ètnia hopi d'Amèrica del Nord. La incidència d'albinisme en els indis hopi s'ha estimat que és aproximadament d'1 entre 200 individus. De manera interessant, s'han trobat models semblants d'albinisme i sordesa en altres mamífers, inclòs gossos i rosegadors. De totes maneres, la falta de melanina en si no sembla que estigui directament responsabilitzada de la sordesa associada a la deficiència de pigmentació, ja que la major part d'individus que els falten els enzims necessaris per sintetitzar melanina tenen una audició normal. En canvi, l'absència de melanòcits a l'estria vascular de l'orella interna produeix una debilitació de la còclea, tot i que no es comprèn completament. Podria ser que la melanina, el material que millor absorbeix el soroll fins ara conegut, fes alguna funció protectora. Alternativament, la melanina afecta el desenvolupament, segons Darwin.
En la malaltia del Parkinson, el trastorn que afecta el funcionament neuromotor, hi ha un decreixement de la neuromelanina en la substància negra a conseqüència de la caiguda específica de les neurones pigmentades dopaminèrgiques. Això dona lloc a la síntesi disminuïda de la dopamina. Mentre que no s'ha trobat una correlació entre la raça i el nivell de neuromelanina en la substància negra, la incidència perceptiblement més baixa de Parkinson en població negra que en població blanca incita a suggerir que la melanina cutània podria servir per protegir la neuromelanina de la substància negra de toxines externes. Vegeu l'article de Nicolaus sobre la funció de les neuromelanines.
A més de la deficiència de melanina, el pes molecular del polímer de melanina pot disminuir per diversos factors com la tensió oxidativa, l'exposició a la llum, la pertorbació en la seva associació amb les proteïnes melanosomals de la matriu, canvis en el pH o en concentracions locals de ions metàl·lics. Per transformar el polímer antioxidant en un polímer prooxidant s'ha proposat la disminució del pes molecular o la disminució del grau de polimerització de la melanina ocular. En aquest estat prooxidant, la melanina s'ha dit que podria estar implicada en la causalitat i la progressió de la degeneració macular i el melanoma.
Els nivells alts d'eumelanina també poden ser perjudicials, encara que, més enllà de la disposició més alta cap a la deficiència de vitamina D. La pell fosca és un factor de complicació en l'eliminació de taques per làser. Molt eficaç en el tractament de la pell blanca, el làser té menys èxit en l'eliminació de taques a la pell en individus amb antecedents asiàtics o africans. Les concentracions més altes en melanina els individus amb pell fosca absorbeixen simplement la radiació làser, inhibint la radiació de la llum pel teixit assenyalat. La melanina pot complicar el tractament làser d'altres condicions dermatològiques en gent amb pell fosca.
Les pigues es formen on hi ha una concentració localitzada de melanina a la pell. Acostumen a associar-se a la pell pàl·lida.
La nicotina té afinitat pels teixits que contenen melanina degut a la seva funció de precursor en la síntesi de melanina o la vinculació irreversible de la melanina i la nicotina.

## La melanina i l'adaptació humana
Els melanòcits insereixen grànuls de melanina en vesícules cel·lulars especialitzades anomenades melanosomes. Aquests després són transferits a les altres cèl·lules epitelials de la pell dels humans. Els melanosomes de cada cèl·lula s'acumulen a sobre del nucli, per tal de protegir el DNA nuclear de les mutacions causades per les radiacions ionitzants dels rajos ultraviolats del sol. Individus els quals els seus avantpassats van viure durant llargs períodes en regions de la Terra properes a l'equador generalment tenen altes quantitats d'eumelanina a la pell, fet que fa que tinguin una pell fosca i els protegeix de llargues exposicions al sol, que contràriament, acostuma a potenciar l'aparició de melanomes en individus de pell clara.
En els humans, l'exposició a la llum solar estimula a la pell a produir vitamina D. Com que els alts nivell de melanina cutània actuen com a pantalla natural al sol, la pell fosca pot ser un factor de risc per la deficiència de vitamina D en regions de la Terra conegudes com a zones temperades fresques, és a dir, sobre 36º de latitud en l'hemisferi nord, i sota 36º en l'hemisferi sud. Com a resultat d'aquest fet, les autoritats sanitàries del Canadà i dels EUA han publicat les recomanacions per la població amb pell més fosca (inclòs població descendent d'Europa del sud) de consumir entre 1000 i 2000 IU (Unitats Internacionals) de vitamina D diàries, des de la tardor fins a la primavera.
Al Regne Unit, que es troba a una latitud del nord, els descendents dels britànics tenen pell blanca. Quan la seva pell és exposada a la llum solar, la poca quantitat de melanina que té a la pell és insuficient per bloquejar la llum del sol. Per tant, el seu cos és capaç de produir vitamina D amb l'ajuda de la llum solar. La vitamina D, una vitamina que es troba a l'oli del peix, és necessària per preveure el raquitisme, una malaltia dels ossos causada per la poca quantitat de calci.
En canvi, a l'Àfrica subsahariana, que es troba a prop de l'equador, els humans amb una altra concentració de melanina absorbeixen més intensament la llum del sol per produir vitamina D. Africans que van visitar el Regne Unit durant la Revolució Industrial, van desenvolupar símptomes de raquitisme, tal com creixement retardat, cames arquejades, i fractures perquè la llum solar en aquella latitud era insuficient pels seus nivells de melanina.
Afortunadament, l'any 1930, la vitamina D va ser descoberta i dispensada com a suplement additiu a la dieta. Actualment, molts aliments habituals com la llet i el pa estan enfortits amb vitamina D.
Les evidències científiques més recents indiquen que tots els humans es van desenvolupar a Àfrica i després van poblar la resta del planeta amb radiacions successives. És més probable que els primers humans tinguessin una quantitat relativament elevada d'eumelanina que produïa melanòcits i, conseqüentment, tenien la pell més fosca (avui en dia es pot observar en els indígenes d'Àfrica). Com que algunes d'aquestes persones originals van emigrar i es van establir en zones d'Àsia i Europa, la pressió selectiva per la producció d'eumelanina va disminuir en climes on la radiació solar era menys intensa. Així doncs, en la població van començar a aparèixer variacions en els gens implicats amb la producció de melanina, i el resultat és un cabell i una pell més clara en els humans residents en latituds del nord. S'han realitzat estudies per tal de determinar si aquests canvis eren deguts a la deriva genètica o a la selecció positiva, potser conduïts per la demanda de vitamina D. De les dues variants conegudes del gen associat a la pal·lidesa de la pell humana, Mc1r no està relacionat amb la selecció positiva, mentre que SLC24A5 sí que ho està.
De la mateixa manera que les persones que van emigrar al nord, aquells de pell clara que van emigrar cap al clima de l'equador es van haver d'aclimatar a una radiació solar molt més forta. La pell de la majoria de persones quan és exposada a la llum ultraviolada s'enfosqueix, donant-los protecció quan és necessària. Aquest és el propòsit fisiològic de bronzejar del sol. Les persones amb pell fosca, que produeixen més eumelanina protectora de l'epiteli, tenen una millor protecció de cara a les cremades solars i al desenvolupament d'un melanoma, una forma potencialment mortal del càncer de pell, i també de cara a altres problemes de salut relacionats amb l'exposició de radiacions solars fortes, inclòs la foto degradació de certes vitamines com les riboflavines, carotenoides, tocoferol i àcid fòlic.
La melanina als ulls, a l'iris i la coroide, ajuda a protegir-los de la llum ultraviolada i de la llum visible d'alta freqüència; persones amb ulls grisos, blaus o verds tenen més risc a tenir problemes oculars relacionats amb el sol. A més, les lents oculars amb l'edat engrogueixen, proporcionant protecció afegida. De totes maneres, les lents amb l'edat també es tornen més rígides, perdent la majoria de la seva acomodació.
Investigacions recents fetes per J.D Simon et al. suggereixen que la melanina pot tenir un paper protector excepte en la fotoprotecció. La melanina pot unir eficaçment ions metàl·lics a través dels seus grups carboxilats i hidroxil fenòlic, en molts casos molt més eficaç que el lligand etilendiaminotetracetat (EDTA). Això pot servir per agafar els ions potencialment tòxics del metall, protegint la resta de la cèl·lula. Aquesta hipòtesi està recolzada pel fet que la pèrdua de neuromelanina observada en la malaltia del Parkinson que està acompanyada per un increment dels nivells de ferro al cervell.

## Propietats físiques i aplicacions tecnològiques
Les melanines, en el sentit sintètic, són polímers conductors compostos per poliacetilè, polipirrole, i polianilina “negres” i els seus copolímers mesclats. La melanina més simple és poliacetilè, i algunes melanines micòtiques són bàsicament poliacetilè.
El 1963, DE Weiss i els seus ajudants van descriure. l'alta conductivitat elèctrica en la melanina, iode-dopada i polipirrole oxidada “negra”. Van aconseguir la conductivitat més alta d'1 ohm/cm. Un dècada després, John McGuiness i els seus ajudants van divulgar l'interruptor de l'estat “on” d'alta conductivitat en un estat sòlid amb llindar de voltatge controlat fet amb melanina levodopa. A més, aquest material va emetre un flash de llum quan va canviar. La melanina també demostra la seva resistència negativa, una propietat clàssica dels polímers conductors electronico-actius. Així doncs, la melanina és el millor material absorbent del so, degut al fort acoblador electró-fonó. Això es pot relacionar amb la presència de melanina en l'orella interna.

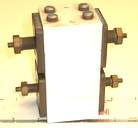
L'interruptor de melanina de voltatge controlat, aparell electrònic de polímer orgànic actiu del 1974. Col·lecció Smithsonian

Els primers descobriments es van perdre fins a la recent aparició d'aquestes melanines en els usos del dispositiu, particularment exhibicions electroluminescents. El 2000, el premi Nobel de química va ser concedit a tres científics pels seus descobriments i desenvolupament d'aquests polímers conductors orgànics. En una repetició essencial de la feina feta per Weiss et al., aquests polímers van ser oxidats, melanines “poliacetilnes negres” iode-dopades. No hi ha evidència que el comitè Nobel fos conscient de la semblança amb l'informe anterior de Weiss et al. de l'alta conductivitat passiva el polipirrole iodat negre o de la commutació i alta conductivitat elèctrica en melanina DOPA i semiconductors orgànics relacionats. El dispositiu electrònic orgànic de melanina és ara al Museu Nacional d'Història Americana, a la col·lecció de dispositius històrics electrònics d'estat sòlid.
Encara que la melanina sintètica (comunament coneguda com a BSM, de l'anglès “Black Synthetic Matter”, “Matèria Sintètica Negra”) està composta per 3–6 unitats oligomèriques enllaçades, per això anomenades “protomolècules”, no hi ha evidència que aquest biopolímer natural (BCM, de l'anglès “Black Cell Matter”) imiti aquesta estructura. De totes maneres, d'ençà que no hi ha raons de creure que la melanina natural no pertany a la categoria de les poliarenes i polienes policatiòniques, com el negre de pirrole i el negre d'acetilè, és necessari revisar tot el producte químic i les dades analítiques biològiques recollits fins a la data d'avui en l'estudi de les melanines naturals (eumelanines, feomelanines, alomelanines).
L'evidència existeix en el suport d'un heteropolímer altament reticulat amb enllaç covalent a les melanoproteïnes de la bastida de la matriu. S'ha proposat que l'habilitat de la melanina d'actuar com un antioxidant és directament proporcional als seus greus de polimerització o el pes molecular. Les condicions òptimes per la polimerització eficaç dels monòmers de melanina pot portar a la formació de baix pes molecular, la melanina prooxidant que ha estat implicada en la causalitat i la progressió de la degeneració macular i del melanoma. La transducció de senyals que regula la melanització en l'epiteli pigmentari retinal (RPE) també podria estar implicada en la regulació de la fagocitosi externa del segment de bastons pel RPE. Aquest fenomen s'ha atribuït com a recanvi de la fòvea en la degeneració macular.